# Istočni Mojstir
Istočni Mojstir (izvirno srbsko Источни Мојстир) je naselje v Srbiji, ki upravno spada pod Občino Tutin; slednja pa je del Raškega upravnega okraja.

## Demografija
V naselju, katerega izvirno (srbsko-cirilično) ime je Источни Мојстир, živi 119 polnoletnih prebivalcev, pri čemer je njihova povprečna starost 48,4 let (47,4 pri moških in 49,5 pri ženskah). Naselje ima 51 gospodinjstev, pri čemer je povprečno število članov na gospodinjstvo 2,71.
To naselje je popolnoma srbsko (glede na rezultate popisa iz leta 2002), a v času zadnjih treh popisov je opazno zmanjšanje števila prebivalcev.
|  |

| Demografija | Demografija     | Demografija     |
| Leto        | Št. prebivalcev | Št. prebivalcev |
| ----------- | --------------- | --------------- |
|             |                 |                 |
|             |                 |                 |
|             |                 |                 |
|             |                 |                 |
| 1948        | 398             |                 |
| 1953        | 437             |                 |
| 1961        | 490             |                 |
| 1971        | 398             |                 |
| 1981        | 270             |                 |
| 1991        | 159             | 159             |
| 2002        | 138             | 138             |
|             |                 |                 |

| Etnična sestava po popisu iz leta 2002 | Etnična sestava po popisu iz leta 2002 | Etnična sestava po popisu iz leta 2002 | Etnična sestava po popisu iz leta 2002 | Etnična sestava po popisu iz leta 2002 |
| -------------------------------------- | -------------------------------------- | -------------------------------------- | -------------------------------------- | -------------------------------------- |
| Srbi                                   | Srbi                                   |                                        | 138                                    | 100,0%                                 |
| Neznano                                | Neznano                                |                                        | 0                                      | 0,0%                                   |